# Diarmait Láimbdhearg mac Domnaill MacMurrough-Kavanagh
Diarmaid Láimhdhearg MacMurrough-Kavanagh en irlandais Diarmaid Láimhdhearg  mac Domnaill mac Murchadadh Coenhánach  (né vers 1320 mort en 1369) est le 6e roi de Leinster de 1361 à 1369.

## Origine
Diarmaid dont le surnom anglicisé en Lavderg signifie « A la Main rouge » est le fils cadet de Domhnall mac Domnaill MacMurrough-Kavanagh (mort en 1347) c'est donc un descendant de Art mac Domnaill exécuté en 1282.

## Règne
Après le meurtre le 5 juin 1347, de leur père, par Muircheartach mac Muiris, issu de la lignée rival de Muirchertach mac Domnaill; Diarmaid, comme son frère aîné Domhnall Riabhach (mort en 1361) entrent au service des anglais. À la mort d' Art mac Muircheartaigh MacMurrough-Kavanagh, le fils de Muircheartach,  il lui succède comme roi de Leinster et reçoit une gratification du Lord lieutenant d'Irlande Lionel d'Anvers en 1364. Il semble cependant poursuivre les objectifs d'indépendance de sa famille et les anglais entreprennent une campagne contre lui en 1365-1366. En 1369 les relations semblent s'être améliorées car le gouvernement d'Édouard III d'Angleterre le reconnait comme le « Chef des irlandais du Leinster ». Cependant le nouveau Lord justicier William de Windsor  entré en fonction le  20 juin 1369 décide de l'éliminer. Il le fait capturer au cours de l'été et il est exécuté en public à Dublin avant la fin de l'année 

## Postérité
Il laisse un fils:
- Art mort en 1414.

## Sources
- (en) Dictionary of Irish Biography : Emmett O'Byrne MacMurrough (Mac Murchadha), Domhnall
- (en) T.W Moody, F.X. Martin et F.J. Byrne, A New History of Ireland IX Maps, Genealogies, Lists. A companion to Irish History part II, Oxford, Oxford University Press, 2011, 690 p. (ISBN 978-0-19-959306-4).